# Chorisepalum ovatum
Chorisepalum ovatum là một loài thực vật có hoa trong họ Long đởm. Loài này được Gleason mô tả khoa học đầu tiên năm 1931.